# Susan Crawford (juge)
 (avril 2025).
Pour les articles homonymes, voir Crawford.
Susan (Margaret) Crawford, née le 1er mars 1965, est une avocate et juriste américaine originaire de Madison (Wisconsin). En 2025, elle est  élue juge à la Cour suprême du Wisconsin pour entrer en fonction le 1er août 2025.

## Biographie
Crawford suit des études à l'Université de l'Indiana à Bloomington et à la faculté de droit de l'Université de l'Iowa où elle obtient un doctorat en droit en 1994. Au cours de sa troisième année de faculté de droit, elle est rédactrice en chef de l' Iowa Law Review.
Elle est admise au barreau de l'Iowa au début de 1995 et devient procureur général adjoint au ministère de la Justice de l'Iowa. Admise au barreau du Wisconsin en 1997, elle est procureure générale adjointe au ministère de la Justice du Wisconsin.
À partir de 2007, elle occupe des postes de direction dans plusieurs agences d'État, notamment le Département des services correctionnels et le Département des ressources naturelles. Au DNR du Wisconsin, elle est administratrice de la Division de l'application de la loi et des sciences.
Admise au barreau de l'Iowa au début de 1995, elle devient procureure générale adjointe au ministère de la Justice de l'Iowa et travaille dans la division des appels pénaux, basée à Des Moines.
Inscrite au barreau du Wisconsin en 1997, elle est procureure générale adjointe au ministère de la Justice du Wisconsin, et directrice de l'unité d'appel (appels pénaux) sous l'ancien procureur général, Jim Doyle,.
À partir de 2007, elle  occupe des postes de direction dans plusieurs agences d'État (département des ressources naturelles, administratrice de la Division de l'application de la loi et des sciences au DNR du Wisconsin). Elle supervise la mise en œuvre des fonds d'Etat de relance issus de l'American Recovery and Reinvestment Act de 2009 qui lutte contre le chômage pendant la récession de 2008.
Elle est nommée par le gouverneur Jim Doyle au poste de conseillère juridique en chef au sein du bureau du gouverneur en 2009.
Susan Crawford exerce comme avocate  au sein du cabinet Cullen Weston Pines & Bach, devenu plus tard Pines Bach LLP. Nommée  associée au sein de ce cabinet, elle se spécialise sur la question du vote et des droits des travailleurs, représentant notamment Planned Parenthood of Wisconsin, la League of Women Voters, le surintendant de l'État Tony Evers et le syndicat des enseignants de Madison.

## Carrière judiciaire
En 2018, Susan Crawford est candidate à un poste électif de juge à la Cour de circuit du Wisconsin à Dane Comté. Elle est opposée dans cette élection à Marilyn Townsend, juge municipale du village de Shorewood Hills qui s'est présentée sans succès à un autre poste de juge de circuit l'année précédente. Crawford est élue avec seulement 3 814 voix sur 114 875 suffrages exprimés, et réélue sans opposition en 2024 .

### Cour suprême du Wisconsin

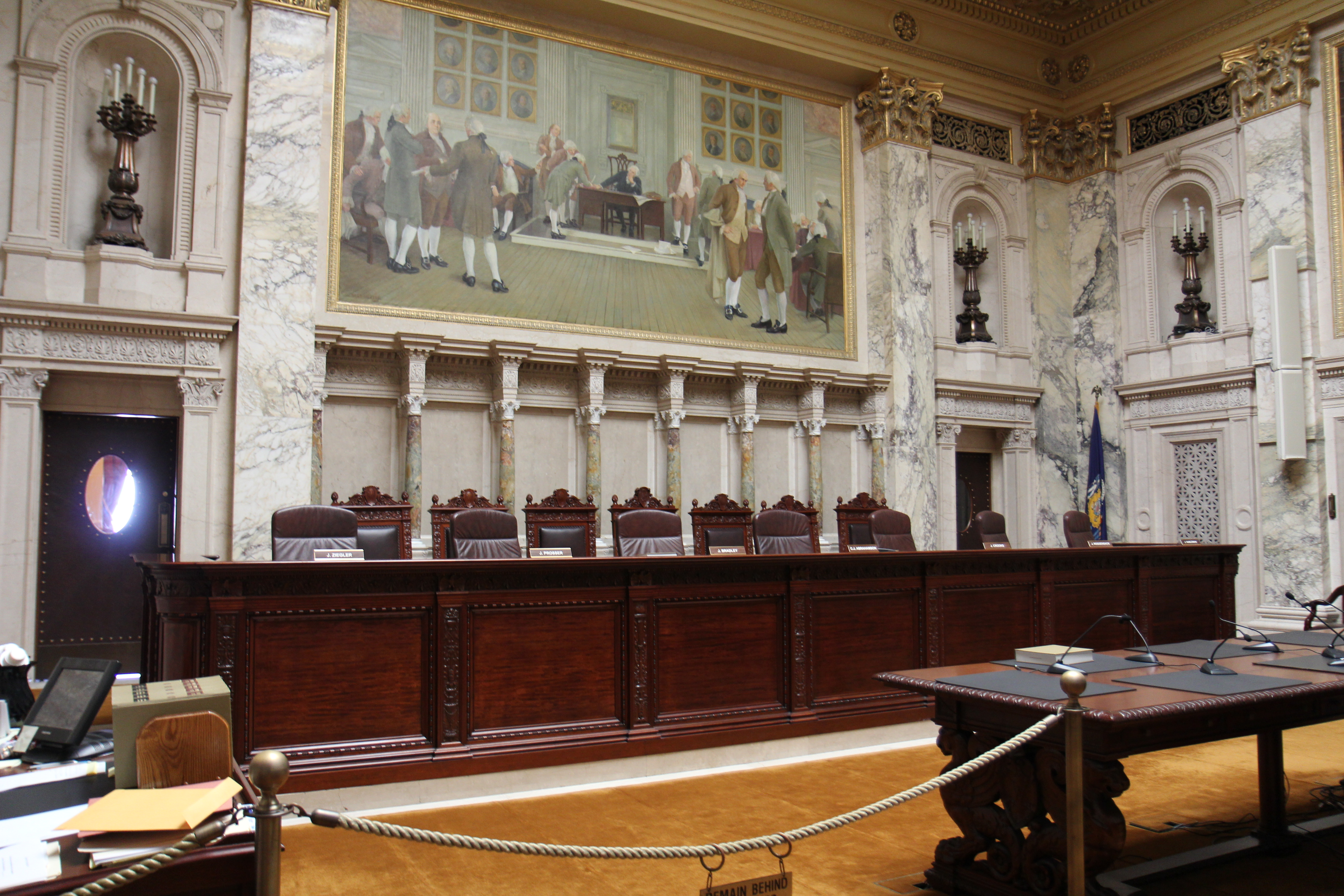
Cour suprême du Wisconsin

En 2024, la juge de la Cour suprême du Wisconsin, Ann Walsh Bradley (en), annonce qu'elle ne se représente pas en 2025. Crawford se déclare candidate en juin 2024. Elle est soutenue par les quatre juges libéraux de la Cour suprême du Wisconsin, y compris Bradley, qui part à la retraite. Elle affronte l'ancien procureur général républicain Brad Schimel (en) lors des élections générales du 1er avril 2025 qui s'avèrent les plus coûteuses de l’histoire des États-Unis. Susan Crawford reçoit le soutien des donateurs du Parti démocrate, dont plus d'un million de dollars du milliardaire George Soros. Mais son adversaire reçoit plus de 14 millions de dollars de soutien d'Elon Musk. Deux semaines avant les élections, les dépenses de campagne dépassent 76 millions de dollars pour atteindre 100 millions de dollars. Dans l'État qui se veut la capitale mondiale du fromage, Elon Musk se présente coiffé d'un fromage, organise une tombola dotée de deux lots gagnants d’un million de dollars, dépense plus de 20 millions de dollars au profit du candidat républicain, déclarant que cette élection aurait un impact sur le Congrès et sur « la civilisation entière ». Susan Crawford remporte l'élection d'avril 2025 avec environ 55 % des voix, pour une prise de fonctions le 1er août 2025 .  
Selon le Milwaukee Journal Sentinel, cette élection donne une majorité (quatre contre trois) de juges « libéraux » à la Cour suprême du Wisconsin, dont la juge en chef, Annette Ziegler (en), est de tendance « conservatrice ». 

## Vie personnelle
Crawford est mariée à un journaliste et universitaire, Shawn F. Peters, depuis mai 2000. Le couple réside à Madison. Ils ont deux enfants.